# Хромой Тимур (роман)
«Хромой Тимур» — исторический роман советского писателя Сергея Бородина, опубликованный в 1955 году, первая часть цикла «Звёзды над Самаркандом».
Действие романа происходит в Средней Азии в конце XIV века. Один из главных его героев — Тимур, который, только что вернувшись из Индии, готовится к очередному походу на запад. Помимо исторических лиц, в книге действуют вымышленные персонажи.
Литературоведы высоко оценивают роман Бородина за историческую достоверность и высокие художественные достоинства. Они пишут о «впечатляюще натуралистических сценах, энергии яркого письма, чуждого искусственной стилизации, многообразии сюжетов и образов, вкусе к тщательному фактографическому исследованию». От правительства Узбекской ССР автор получил за «Хромого Тимура» и его продолжение, «Костры похода», высшую литературную награду — премию Хамзы.